# Gamaliel VI
El Rabino Gamaliel VI (370-425AD) fue el último Nasí (Príncipe) del antiguo Sanedrín judío. Gamaliel VI llegó al poder alrededor del año 400. El 20 de octubre del año 415, un edicto emitido por los emperadores Honorio y Teodosio II despojó a Gamaliel VI de su rango de prefecto honorario.
Este decreto también le prohibió construir nuevas sinagogas, adjudicar disputas entre judíos y cristianos, convertir a los no judíos al judaísmo y poseer esclavos cristianos.
Gamaliel probablemente murió en el año 425, ya que el Códice Teodosiano menciona un edicto imperial del año 426, que transformó el impuesto del patriarca en un impuesto imperial después de la muerte del patriarca. Teodosio II no permitió el nombramiento de un sucesor y en 429 terminó con el patriarcado judío.
Gamaliel VI parece haber sido médico. Marcellus Empiricus, un escritor médico del siglo V, mencionó que "para el bazo hay un remedio especial que fue demostrado recientemente por el patriarca Gamaliel VI, sobre la base de experimentos aprobados".